# Neue Synagoge (Bad Kissingen)

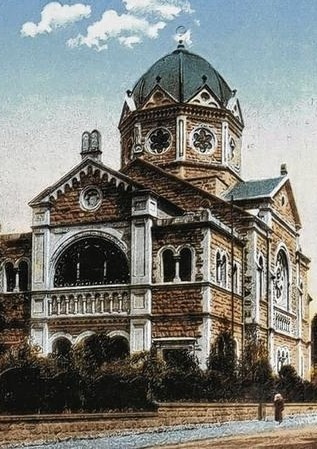
Die Neue Synagoge

Die ehemalige Synagoge in Bad Kissingen, einer Stadt im bayerischen Regierungsbezirk Unterfranken, wurde 1900/02 an der Maxstraße (früher Promenadenstraße 1) erbaut. Beim Novemberpogrom 1938 wurde die Synagoge durch Brandstiftung beschädigt und 1939 trotz reparabler Schäden auf Beschluss des Bad Kissinger Stadtrats abgebrochen.

## Geschichte

### Bau

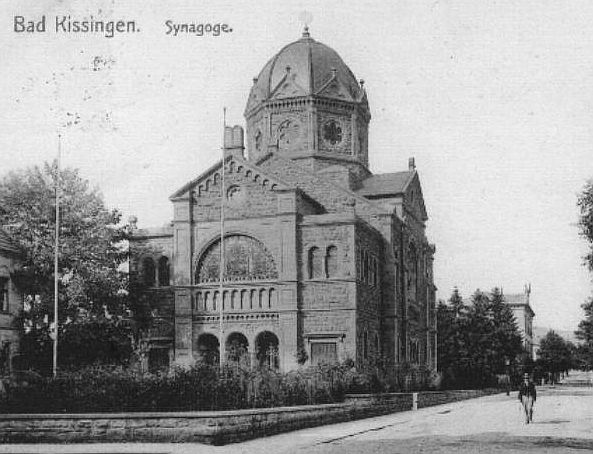
Die Neue Synagoge (Postkarte, zwischen 1910 und 1920)

Vor dem Bau der Neuen Synagoge gab es zunächst das 1705 unweit des (in der heutigen Bachstraße befindlichen) Judenhofes der Erthaler Schutzjuden erbaute Bet- und Schulhaus. Dieses Bet- und Schulhaus ist die älteste nachweisbare Synagoge Bad Kissingens. Sie ging auf die Initiative aller in Kissingen lebenden Juden zurück. An gleicher Stelle entstand 1851/52 mit der sogenannten Alte Synagoge ein Neubau, der jedoch auf Grund der schnell wachsenden Zahl der jüdischen Gemeindemitglieder zu klein wurde. Die Alte Synagoge wurde 1927/28 im Rahmen eines Straßendurchbruchs zwischen Bachstraße und Theresienstraße abgerissen.
Deshalb wurde in den 1890er Jahren der deutsche Architekt Carl Krampf mit einem Neubau der Synagoge beauftragt und begann 1894 mit den ersten Skizzen. Der Neubau sollte nach dem Vorbild der Synagoge im Konkurrenzbad Baden-Baden im neoromanischen Stil errichtet werden. Man beabsichtigte, eine Synagoge zu bauen, die einem Weltbad würdig war und die jüdische Gemeinde repräsentierte, ohne sich von ihrer christlichen Umwelt abzuheben.
Im Jahr 1899 wurden Carl Krampfs Pläne genehmigt. Im Herbst desselben Jahres begannen die Bauarbeiten und endeten im Jahr 1902. Am 13. Juni 1902 erschien in der lokalen Saale-Zeitung ein ausführlicher Bericht über die Baugeschichte der Synagoge. Die Baukosten für die Synagoge beliefen sich auf 150.000 Mark. Am 14. Juni 1902 wurde die Neue Synagoge eingeweiht. Der entsprechende Bericht in der Saale-Zeitung spricht von einer guten Integration der Bad Kissinger Juden in der Bevölkerung der Stadt, da auch viele nichtjüdische Bürger an der Einweihung teilnahmen.
Kantor an der Bad Kissinger Synagoge war Ludwig Steinberger, Vater des Physik-Nobelpreisträgers Jack Steinberger.

### Pogromnacht

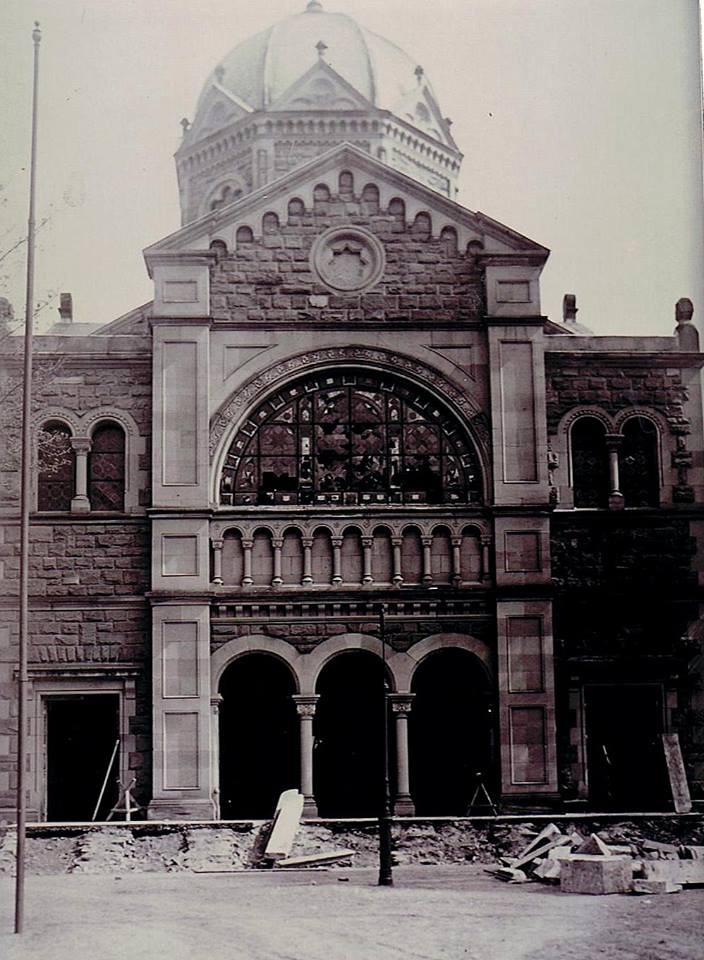
Die Synagoge nach der Pogromnacht

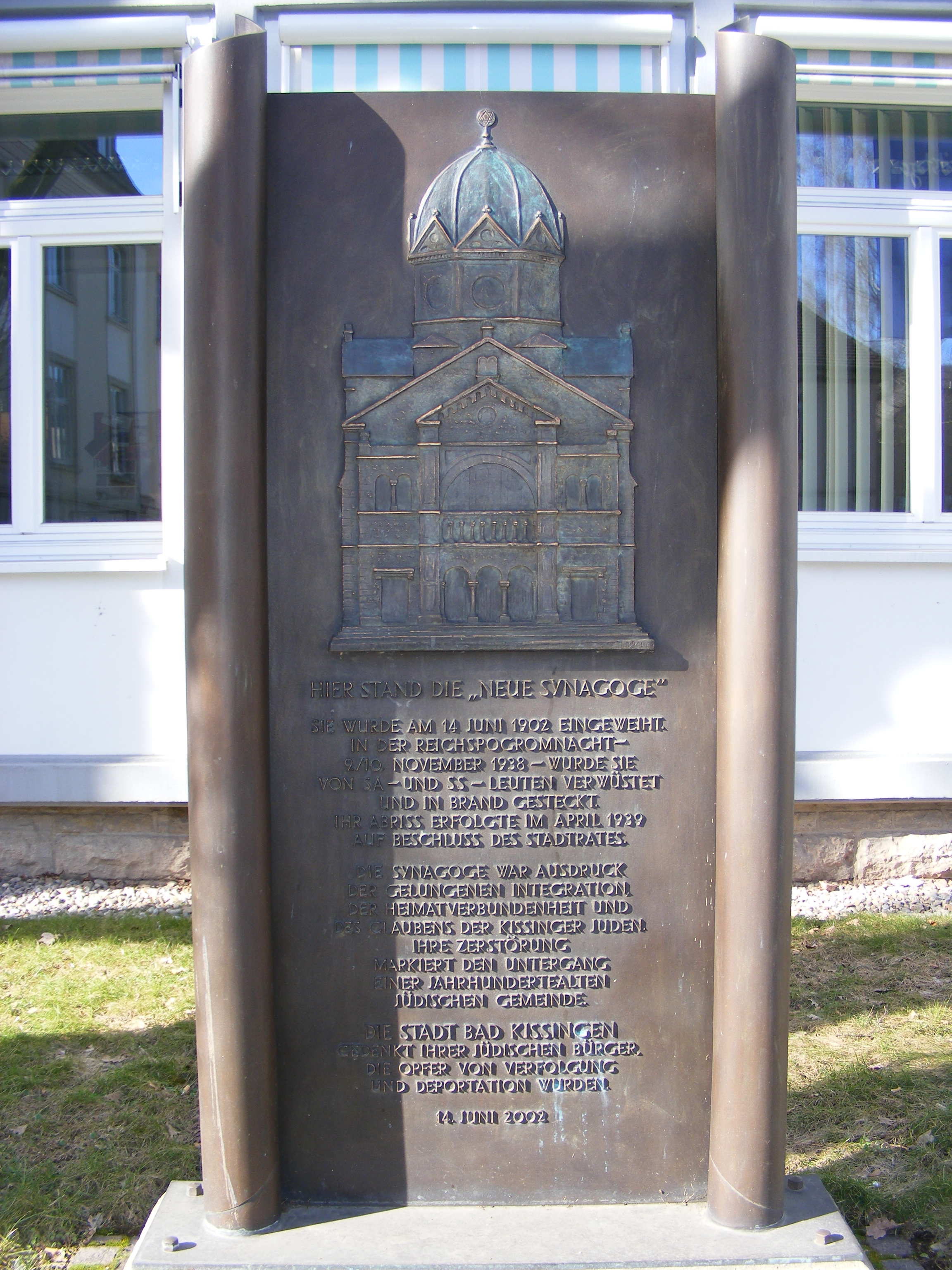
Gedenktafel am Standort der zerstörten Synagoge; 2002 aufgestellt

Am 10. November 1938 wurde die Neue Synagoge Opfer der Novemberpogrome. Bereits Mitte Oktober 1938 besichtigte Kreisleiter Heimbach mit zwei Begleitern die Synagoge und erkundigte sich, wie Nathan Bretzfelder am 20. Oktober 1938 dem VBIG berichtete, „ob die Heizung in Ordnung“ und „die Synagoge unterkellert sei“. Auf Nachfrage von Hausmeister Hugo Albert erklärte er, dass „die Existenz der Synagoge [...] nur eine Frage der Zeit“ sei. Am 10. November 1938 wurde die Synagoge um kurz nach 1 Uhr von Männern des SA-Sturms Bad Kissingen unter Anführung des SA-Obersturmbannführers Emil Otto Walter in Brand gesetzt. Mutmaßlich war auch der Bad Kissinger Kreisleiter der NSDAP, Willy Heimbach, an der Brandstiftung beteiligt; dieser war seit Januar 1938 Kreisleiter in Bad Kissingen. Das Landgericht Schweinfurt konnte Heimbach 1949 die Beteiligung an der Inbrandsetzung der Synagoge allerdings nicht nachweisen.
Die Synagoge brannte im Innern von 1 Uhr nachts bis zum frühen Morgen des 10. November 1938 vollständig aus. Die Feuerwehr war seit Ausbruch des Feuers zugegen, löschte aber – vermutlich auf Walters Befehl hin – den Brand nicht, sondern achtete nur darauf, dass das Feuer nicht auf benachbarte Grundstücke übergriff. Durch die Hitzeentwicklung barsten die Fenster der Synagoge. In unmittelbarer Nähe der Synagoge befand sich eine Tankstelle. Um 4 Uhr früh löschte die Feuerwehr auf den Befehl eines anwesenden Stadtbaurats hin die Synagoge dann doch.
Am 17. März 1939 beschloss der Bad Kissinger Stadtrat auf Betreiben des 2. Bürgermeisters Willy Messerschmidt wegen angeblicher Baufälligkeit den Abriss, obwohl Landrat Conrath auf die hohen Abrisskosten hinwies und laut Brandversicherung eine Reparatur der Schäden ausgereicht hätte. Zum Zweck des Abrisses der Synagoge kaufte die Stadt Bad Kissingen das Anwesen Maxstraße 10 im April 1939 für 16.500 RM. Das Baumaterial der Synagoge wurde zunächst bei der Bad Kissinger Südbrücke gelagert und später großteils für den Bau des Bürgermeister- und des Kreisleiterhauses am Staffels sowie für Behelfsheime verwandt. Die Fundamente der Synagoge fanden später beim Ausbau eines Luftschutzkellers Verwendung.
Die Vorgänge fanden nicht in der ganzen Bevölkerung Zustimmung. Einer derjenigen, die offen Kritik äußerten, war der katholische Stadtkaplan Franz Hartinger, der in einer Religionsstunde an der Bad Kissinger Berufsschule die Zerstörung der Synagoge kritisierte. Später bestritt Hartinger, öffentlich Kritik geübt zu haben, so dass das Landgericht Bamberg Ende April 1939 das Verfahren gegen ihn einstellte. Vom Oberstaatsanwalt in Schweinfurt bekam Hartinger lediglich eine eindringliche Verwarnung.
Mitte Februar 1949 schließlich begann beim Landgericht Schweinfurt der Prozess gegen 14 Beteiligte der Pogromnacht vom 9. November 1938. Am 21. Dezember 1949 fiel das Urteil: Emil Otto Walter, Hauptangeklagter im Verfahren, wurde am 21. Dezember 1949 vom Landgericht Schweinfurt wegen Anstiftung zur Brandstiftung zu einer leichten Gefängnisstrafe von 2,5 Jahren Gefängnis sowie wegen seiner „niedrigen Gesinnung“ zu zwei Jahren Ehrenrechtsverlust verurteilt. Für 12 Angeklagte, unter ihnen den damaligen Kreisleiter und den 2. Bürgermeister der Stadt Bad Kissingen, gab es „mangels Schuld“ bzw. „mangels Beweises“ Freisprüche.
Nach langen Verhandlungen beglich der Stadtrat von Bad Kissingen schließlich am 25. Juni 1951 Rückerstattungsansprüche in Höhe von 165.000 RM an die die Rechte der Holocaust-Überlebenden wahrnehmenden Organisation „Jewish Restitution Successor Organization“.

### Gedenken
Am Platz der ehemaligen Synagoge befindet sich seit 1967 eine Gedenktafel; 2002 wurde dort ein neues Denkmal aufgestellt.

## Architektur
Die Pläne entwarf der Architekt Carl Krampf aus Bad Kissingen in neoromanischem Stil. Die Synagoge hatte eine Länge von 33 Meter, eine Breite von 18 Meter und mit der Kuppel eine Höhe von 33 Metern. Der Männerbetsaal hatte 200 Sitzplätze, die Frauenempore bot für 120 Personen Platz.